# Рыбальченко, Всеволод Петрович
Все́волод Петро́вич Рыба́льченко (* 23 августа 1904, Харьков – 2 февраля 1988, Киев), украинский советский композитор и педагог.
В 1931 окончил Харьковский музыкально-драматический институт в классе композиции Семёна Богатырёва. В 1931—34 преподаватель теоретических предметов в Харьковском Музыкально-театральном техникуме.
С 1944 работает в Киеве.
Оперы «Перекоп» и «Гайдамаки» (обе в соавторстве с Юлием Мейтусом и Михаилом Тицем); для симфонического оркестра сюита на основе украинских народных песен, вторая сюита «Молодёжная», поэма, «Веселая увертюра», многочисленные романсы на слова Тараса Шевченко, Михаила Лермонтова, Владимира Маяковского, Максима Рыльского, Владимира Сосюры и др.

## Галерея

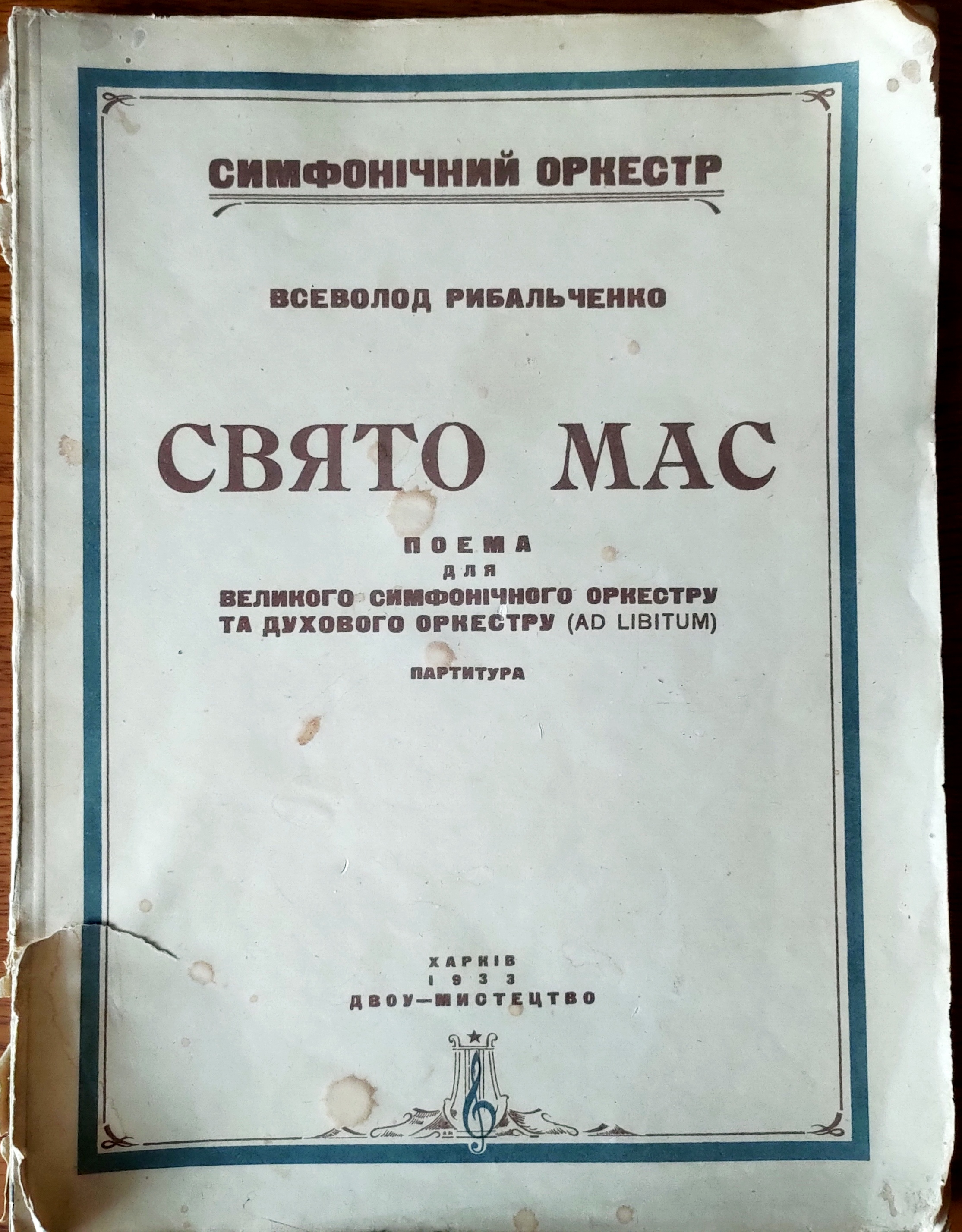
Симфоническая поэма В.П.Рыбальченко - 1933 г.